# Семейство Валленбергов
Семейство Валленбергов (Валленберги) — одна из влиятельнейших семей Швеции, известная тем, что к ней принадлежит значительное количество видных банкиров, промышленников, политиков, государственных деятелей и дипломатов. Семейство Валленбергов владеет долями в банке Skandinaviska Enskilda Banken и в крупнейших производственных компаний Швеции, таких как Ericsson, Electrolux, Saab, ABB, SAS Group, SKF, AIK, Atlas Copco и т. д. В семидесятые годы прошлого века на предприятиях, контролируемых семейством Валленбергов, трудилось порядка сорока процентов рабочей силы Швеции, а капитализация предприятий составляла около сорока процентов Стокгольмской фондовой биржи.
Наиболее известным представителем семейства Валленбергов является Рауль Валленберг — знаменитый шведский дипломат, спасший от Холокоста большое количество евреев. Во время своей дипломатической миссии в Венгрии в период с июля по декабрь 1944 года Рауль Валленберг выдавал шведские паспорта евреям, чем спас жизнь десяткам тысяч людей.

## История

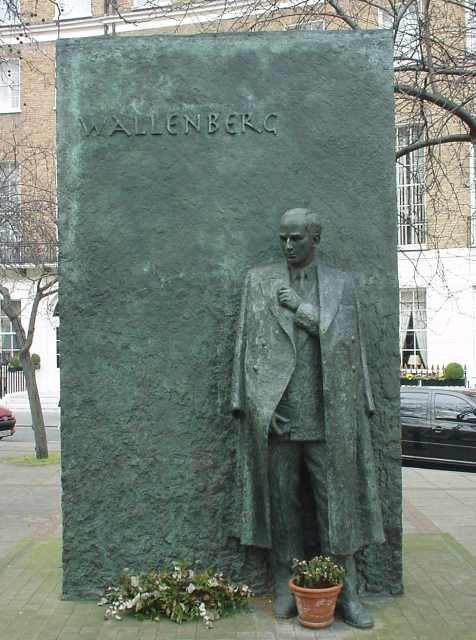
Памятник Раулю Валленбергу, Лондон

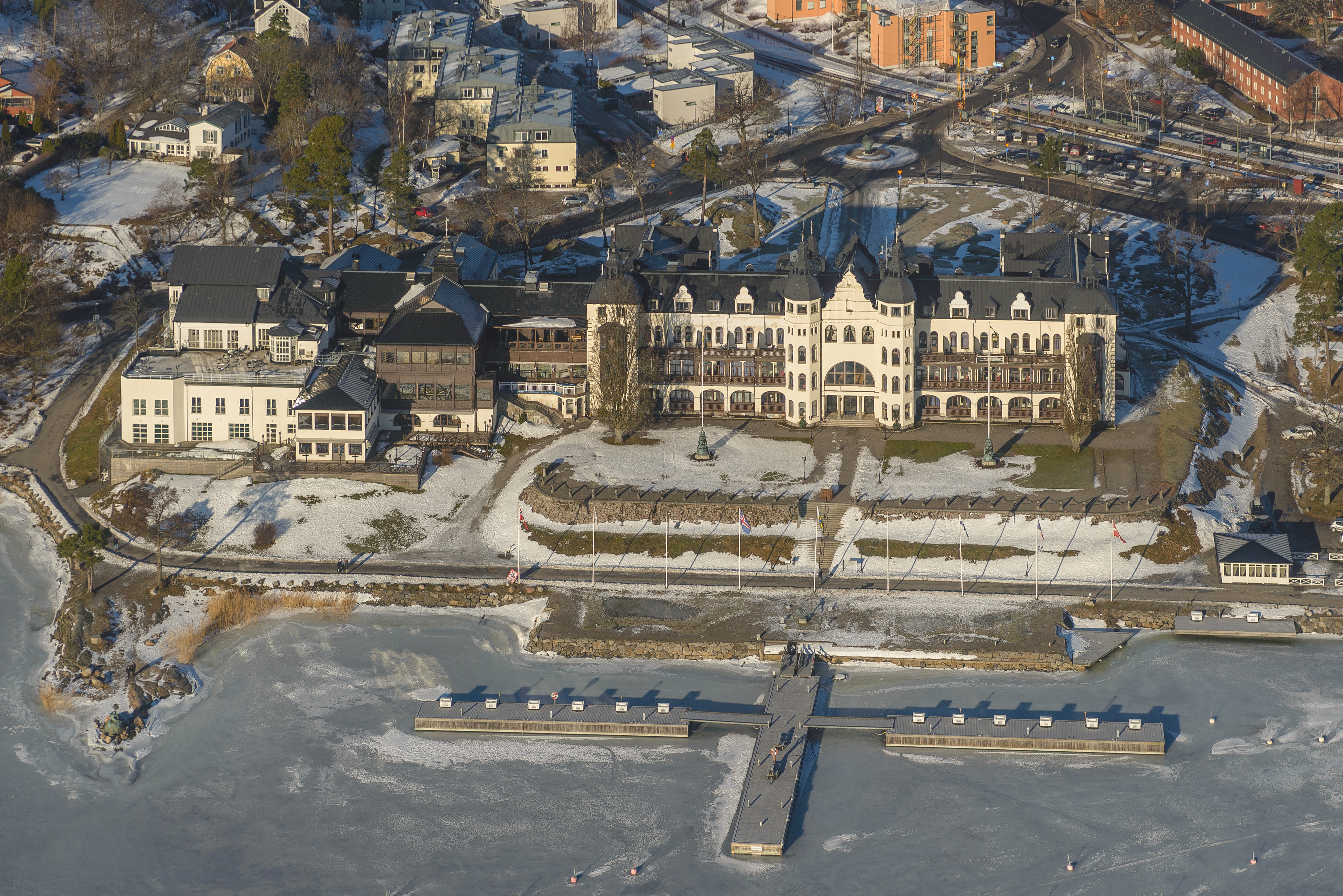
Отель Grand Hotel Saltsjöbaden, построенный семейством Валленберг в 1890 году

Первое упоминание о Валленбергах связывают с Пером Ханссоном (швед. Per Hansson, 1670—1741), который в 1692 году женился на Керстине Якобсдоттер Шуле (швед. Kerstin Jacobsdotter Schuut, 1671—1752). Родившийся от брака Пера и Керстины Якоб Перссон Валленберг (швед. Jakob Persson Wallberg, 1699—1758) был дважды женат, и дети от каждого из этих браков носили фамилию Валленберг. Якоб Перссон Валленберг приходился прадедом Андре Оскару Валленбергу (швед. André Oscar Wallenberg), который в 1856 создал предшественника современного шведского банка Skandinaviska Enskilda Banken — банк Stockholms Enskilda Bank.
Кнут Агатон Валленберг (швед. Knut Agathon Wallenberg), сын Андре Оскара Валленберга, в 1886 занял пост директора банка Stockholms Enskilda Bank. Помимо того, что Кнут Валленберг являлся директором банка Stockholms Enskilda Bank он, как и многие другие представители семьи Валленбергов, принимал активное участие в политике Швеции и в период с 1914 по 1917 годы занимал пост министра иностранных дел. Помимо поста министра иностранных дел Швеции Кнут Валленберг был членом шведского парламента в период с 1907 по 1919 годы. В 1916 произошло ужесточение законодательства о владении банками долей в промышленных предприятиях Швеции, вследствие чего в качестве инвестиционного подразделения Stockholms Enskilda Bank была создана компания Investor в управление которой перешли промышленные активы семейства Валленберг.
Младший брат Кнута Валленберга Маркус Валленберг (швед. Marcus Wallenberg) продолжил семейную традицию и в 1911 был назначен на пост директора Stockholms Enskilda Bank. В 1938 году Кнут Валленберг умер и вместо него в совет директоров банка Stockholms Enskilda Bank вошел Маркус Валленберг.
Во время Второй Мировой войны банк Stockholms Enskilda Bank активно сотрудничал с Германией, а министр финансов Соединенных Штатов Генри Моргенто (англ. Henry Morgenthau) подозревал Якоба Валленберга (швед. Jacob Wallenberg) в личных симпатиях нацистам. Против банка Stockholms Enskilda Bank американскими властями были введены санкции, которые были сняты лишь в 1947 году.
Начиная с 1953 года активную роль в семейном бизнесе стало играть четвёртое поколение Валленбергов. В 1953 году заместителем директора Stockholms Enskilda Bank стал старший сын Маркуса Валленберга Марк Валленберг (швед. Marc Wallenberg), который в 1958 году стал полноценным директором банка. Смена поколений в семейном бизнесе отметилась рядом разногласий между Якобом Валленбергом и Маркусом Валленбергом в результате чего Якоб Валленберг покинул совет директоров банка Stockholms Enskilda Bank в 1969 году.
Уход Якоба Валленберга из совета директоров банка Stockholms Enskilda Bank в 1969 году предоставило возможность занять вакантное место Питеру Валленбергу (швед. Peter Wallenberg). В 1971 году Марк Валленберг начал операцию по слиянию Stockholms Enskilda Bank со своим главным конкурентом — банком Skandinaviska Banken, но вскоре после начала операции покончил жизнь самоубийством. По предположению экспертов Маркус Валленберг поконичил с собой на фоне возникших сомнений в своих способностях возглавить объединённую банковскую группу. Несмотря на трагические события, произошедшие с Марком Валленбергом, объединение банков Stockholms Enskilda Bank и Skandinaviska Banken в группу Skandinaviska Enskilda Banken завершилось в 1972 году.
Со временем Маркус Валленберг и Питер Валленберг все больше внимания начинают уделять инвестиционным компаниям Investor и Providentia, а инвестиционная активность постепенно занимает главенствующее положение в деятельности финансовой группы Валленбергов. Под непосредственным контролем Маркуса и Питера Валленбергов начинается активная реструктуризация активов, находящихся под контролем финансовой группы, сопровождаемая обновлением советов директоров и обновлением руководящего состава предприятий.
В связи со смертью Маркуса Валленберга в 1982 году бразды правления финансовой группой принимает Питер Валленберг. Смена руководителя финансовой группы в 1982 году ознаменовала собой вековое доминирование семейства Валленбергов в промышленной и банковской сфере Швеции и обрисовало новые вызовы, которые Питер Валленберг принял с достоинством. По имеющимся в распоряжении данным в 1990 году семейство Валленбергов прямо или косвенно контролировало до тридцати процентов валового национального продукта Швеции. Питер Валленберг отошел от дел в 1997 году.
В середине двухтысячных годов на сцену вышло пятое поколение Валленбергов, в среде которых заметную роль начали играть Маркус Валленберг (сын Марка Валленберга), Питер и Якоб Валленберги (сыновья Питера Валленнберга).

## Факты
Представители семейства Валленбергов стараются оставаться в тени и избегать общественного обсуждения их влияния и состояния, а девизом семейства Валленбергов является латинское изречение «Esse, non Videri» («Быть, а не казаться»). К сфере деловых интересов семейства Валленбергов относится большое количество компаний, значительная доля в которых принадлежит инвестиционным компаниям семейства Валленбергов Investor AB и Foundation Asset Management.

## Генеалогическое древо Валленбергов
|                                    |                                    |                                    |                                    |                                    |                                    |                                    |                                    |                                    |                                    |                                    |                                    |                                    |                                    |                                    |                                    |                                         |                                         |                                         |                                         |                                         |                                         |                                         |                                         |                                         |                                         |  |  |                                        |                                        |                                        |                                        |                                        |                                        |  |  |                                        |                                        |                                        |                                        |                                        |                                        |  |  |                               |                               |                               |                               |                               |                               |  |  |  |  |  |  |  |  |  |  |  |  |  |  |  |  |  |  |  |  |  |  |  |  |  |  |  |  |  |  |  |  |  |  |
|                                    |                                    |                                    |                                    |                                    |                                    |                                    |                                    |                                    |                                    |                                    |                                    |                                    |                                    |                                    |                                    |                                         |                                         |                                         |                                         |                                         |                                         |                                         |                                         |                                         |                                         |  |  |                                        |                                        |                                        |                                        |                                        |                                        |  |  |                                        |                                        |                                        |                                        |                                        |                                        |  |  |                               |                               |                               |                               |                               |                               |  |  |  |  |  |  |  |  |  |  |  |  |  |  |  |  |  |  |  |  |  |  |  |  |  |  |  |  |  |  |  |  |  |  |
|                                    |                                    |                                    |                                    |                                    |                                    |                                    |                                    | Маркус Валленберг (1744—1799)      | Маркус Валленберг (1744—1799)      | Маркус Валленберг (1744—1799)      | Маркус Валленберг (1744—1799)      | Маркус Валленберг (1744—1799)      | Маркус Валленберг (1744—1799)      |                                    |                                    | Якоб Валленберг (1746—1778)             | Якоб Валленберг (1746—1778)             | Якоб Валленберг (1746—1778)             | Якоб Валленберг (1746—1778)             | Якоб Валленберг (1746—1778)             | Якоб Валленберг (1746—1778)             |                                         |                                         |                                         |                                         |  |  |                                        |                                        |                                        |                                        |                                        |                                        |  |  |                                        |                                        |                                        |                                        |                                        |                                        |  |  |                               |                               |                               |                               |                               |                               |  |  |  |  |  |  |  |  |  |  |  |  |  |  |  |  |  |  |  |  |  |  |  |  |  |  |  |  |  |  |  |  |  |  |
|                                    |                                    |                                    |                                    |                                    |                                    |                                    |                                    | Маркус Валленберг (1744—1799)      | Маркус Валленберг (1744—1799)      | Маркус Валленберг (1744—1799)      | Маркус Валленберг (1744—1799)      | Маркус Валленберг (1744—1799)      | Маркус Валленберг (1744—1799)      |                                    |                                    | Якоб Валленберг (1746—1778)             | Якоб Валленберг (1746—1778)             | Якоб Валленберг (1746—1778)             | Якоб Валленберг (1746—1778)             | Якоб Валленберг (1746—1778)             | Якоб Валленберг (1746—1778)             |                                         |                                         |                                         |                                         |  |  |                                        |                                        |                                        |                                        |                                        |                                        |  |  |                                        |                                        |                                        |                                        |                                        |                                        |  |  |                               |                               |                               |                               |                               |                               |  |  |  |  |  |  |  |  |  |  |  |  |  |  |  |  |  |  |  |  |  |  |  |  |  |  |  |  |  |  |  |  |  |  |
|                                    |                                    |                                    |                                    |                                    |                                    |                                    |                                    | Маркус Валленберг (1774—1833)      |                                    |                                    |                                    |                                    |                                    |                                    |                                    |                                         |                                         |                                         |                                         |                                         |                                         |                                         |                                         |                                         |                                         |  |  |                                        |                                        |                                        |                                        |                                        |                                        |  |  |                                        |                                        |                                        |                                        |                                        |                                        |  |  |                               |                               |                               |                               |                               |                               |  |  |  |  |  |  |  |  |  |  |  |  |  |  |  |  |  |  |  |  |  |  |  |  |  |  |  |  |  |  |  |  |  |  |
|                                    |                                    |                                    |                                    |                                    |                                    |                                    |                                    |                                    |                                    |                                    |                                    |                                    |                                    |                                    |                                    |                                         |                                         |                                         |                                         |                                         |                                         |                                         |                                         |                                         |                                         |  |  |                                        |                                        |                                        |                                        |                                        |                                        |  |  |                                        |                                        |                                        |                                        |                                        |                                        |  |  |                               |                               |                               |                               |                               |                               |  |  |  |  |  |  |  |  |  |  |  |  |  |  |  |  |  |  |  |  |  |  |  |  |  |  |  |  |  |  |  |  |  |  |
| Катерина Вильгельмина Андерссон    | Катерина Вильгельмина Андерссон    | Катерина Вильгельмина Андерссон    | Катерина Вильгельмина Андерссон    | Катерина Вильгельмина Андерссон    | Катерина Вильгельмина Андерссон    |                                    |                                    | Андре Оскар Валленберг (1816—1886) | Андре Оскар Валленберг (1816—1886) | Андре Оскар Валленберг (1816—1886) | Андре Оскар Валленберг (1816—1886) | Андре Оскар Валленберг (1816—1886) | Андре Оскар Валленберг (1816—1886) |                                    |                                    | Анна фон Сюдов                          | Анна фон Сюдов                          | Анна фон Сюдов                          | Анна фон Сюдов                          | Анна фон Сюдов                          | Анна фон Сюдов                          |                                         |                                         |                                         |                                         |  |  |                                        |                                        |                                        |                                        |                                        |                                        |  |  |                                        |                                        |                                        |                                        |                                        |                                        |  |  |                               |                               |                               |                               |                               |                               |  |  |  |  |  |  |  |  |  |  |  |  |  |  |  |  |  |  |  |  |  |  |  |  |  |  |  |  |  |  |  |  |  |  |
| Катерина Вильгельмина Андерссон    | Катерина Вильгельмина Андерссон    | Катерина Вильгельмина Андерссон    | Катерина Вильгельмина Андерссон    | Катерина Вильгельмина Андерссон    | Катерина Вильгельмина Андерссон    |                                    |                                    | Андре Оскар Валленберг (1816—1886) | Андре Оскар Валленберг (1816—1886) | Андре Оскар Валленберг (1816—1886) | Андре Оскар Валленберг (1816—1886) | Андре Оскар Валленберг (1816—1886) | Андре Оскар Валленберг (1816—1886) |                                    |                                    | Анна фон Сюдов                          | Анна фон Сюдов                          | Анна фон Сюдов                          | Анна фон Сюдов                          | Анна фон Сюдов                          | Анна фон Сюдов                          |                                         |                                         |                                         |                                         |  |  |                                        |                                        |                                        |                                        |                                        |                                        |  |  |                                        |                                        |                                        |                                        |                                        |                                        |  |  |                               |                               |                               |                               |                               |                               |  |  |  |  |  |  |  |  |  |  |  |  |  |  |  |  |  |  |  |  |  |  |  |  |  |  |  |  |  |  |  |  |  |  |
|                                    |                                    |                                    |                                    |                                    |                                    |                                    |                                    |                                    |                                    |                                    |                                    |                                    |                                    |                                    |                                    |                                         |                                         |                                         |                                         |                                         |                                         |                                         |                                         |                                         |                                         |  |  |                                        |                                        |                                        |                                        |                                        |                                        |  |  |                                        |                                        |                                        |                                        |                                        |                                        |  |  |                               |                               |                               |                               |                               |                               |  |  |  |  |  |  |  |  |  |  |  |  |  |  |  |  |  |  |  |  |  |  |  |  |  |  |  |  |  |  |  |  |  |  |
|                                    |                                    |                                    |                                    |                                    |                                    |                                    |                                    |                                    |                                    |                                    |                                    |                                    |                                    |                                    |                                    |                                         |                                         |                                         |                                         |                                         |                                         |                                         |                                         |                                         |                                         |  |  |                                        |                                        |                                        |                                        |                                        |                                        |  |  |                                        |                                        |                                        |                                        |                                        |                                        |  |  |                               |                               |                               |                               |                               |                               |  |  |  |  |  |  |  |  |  |  |  |  |  |  |  |  |  |  |  |  |  |  |  |  |  |  |  |  |  |  |  |  |  |  |
| Кнут Агатон Валленберг (1853—1938) | Кнут Агатон Валленберг (1853—1938) | Кнут Агатон Валленберг (1853—1938) | Кнут Агатон Валленберг (1853—1938) | Кнут Агатон Валленберг (1853—1938) | Кнут Агатон Валленберг (1853—1938) |                                    |                                    | Густаф Валленберг (1863—1937)      | Густаф Валленберг (1863—1937)      | Густаф Валленберг (1863—1937)      | Густаф Валленберг (1863—1937)      | Густаф Валленберг (1863—1937)      | Густаф Валленберг (1863—1937)      |                                    |                                    | Маркус Валленберг (старший) (1864—1943) | Маркус Валленберг (старший) (1864—1943) | Маркус Валленберг (старший) (1864—1943) | Маркус Валленберг (старший) (1864—1943) | Маркус Валленберг (старший) (1864—1943) | Маркус Валленберг (старший) (1864—1943) |                                         |                                         |                                         |                                         |  |  | Оскар Валленберг (1872—1939)           | Оскар Валленберг (1872—1939)           | Оскар Валленберг (1872—1939)           | Оскар Валленберг (1872—1939)           | Оскар Валленберг (1872—1939)           | Оскар Валленберг (1872—1939)           |  |  | Аксель Валленберг (1874—1963)          | Аксель Валленберг (1874—1963)          | Аксель Валленберг (1874—1963)          | Аксель Валленберг (1874—1963)          | Аксель Валленберг (1874—1963)          | Аксель Валленберг (1874—1963)          |  |  | Виктор Валленберг (1875—1970) | Виктор Валленберг (1875—1970) | Виктор Валленберг (1875—1970) | Виктор Валленберг (1875—1970) | Виктор Валленберг (1875—1970) | Виктор Валленберг (1875—1970) |  |  |  |  |  |  |  |  |  |  |  |  |  |  |  |  |  |  |  |  |  |  |  |  |  |  |  |  |  |  |  |  |  |  |
| Кнут Агатон Валленберг (1853—1938) | Кнут Агатон Валленберг (1853—1938) | Кнут Агатон Валленберг (1853—1938) | Кнут Агатон Валленберг (1853—1938) | Кнут Агатон Валленберг (1853—1938) | Кнут Агатон Валленберг (1853—1938) |                                    |                                    | Густаф Валленберг (1863—1937)      | Густаф Валленберг (1863—1937)      | Густаф Валленберг (1863—1937)      | Густаф Валленберг (1863—1937)      | Густаф Валленберг (1863—1937)      | Густаф Валленберг (1863—1937)      |                                    |                                    | Маркус Валленберг (старший) (1864—1943) | Маркус Валленберг (старший) (1864—1943) | Маркус Валленберг (старший) (1864—1943) | Маркус Валленберг (старший) (1864—1943) | Маркус Валленберг (старший) (1864—1943) | Маркус Валленберг (старший) (1864—1943) |                                         |                                         |                                         |                                         |  |  | Оскар Валленберг (1872—1939)           | Оскар Валленберг (1872—1939)           | Оскар Валленберг (1872—1939)           | Оскар Валленберг (1872—1939)           | Оскар Валленберг (1872—1939)           | Оскар Валленберг (1872—1939)           |  |  | Аксель Валленберг (1874—1963)          | Аксель Валленберг (1874—1963)          | Аксель Валленберг (1874—1963)          | Аксель Валленберг (1874—1963)          | Аксель Валленберг (1874—1963)          | Аксель Валленберг (1874—1963)          |  |  | Виктор Валленберг (1875—1970) | Виктор Валленберг (1875—1970) | Виктор Валленберг (1875—1970) | Виктор Валленберг (1875—1970) | Виктор Валленберг (1875—1970) | Виктор Валленберг (1875—1970) |  |  |  |  |  |  |  |  |  |  |  |  |  |  |  |  |  |  |  |  |  |  |  |  |  |  |  |  |  |  |  |  |  |  |
|                                    |                                    |                                    |                                    |                                    |                                    |                                    |                                    |                                    |                                    |                                    |                                    |                                    |                                    |                                    |                                    |                                         |                                         |                                         |                                         |                                         |                                         |                                         |                                         |                                         |                                         |  |  |                                        |                                        |                                        |                                        |                                        |                                        |  |  |                                        |                                        |                                        |                                        |                                        |                                        |  |  |                               |                               |                               |                               |                               |                               |  |  |  |  |  |  |  |  |  |  |  |  |  |  |  |  |  |  |  |  |  |  |  |  |  |  |  |  |  |  |  |  |  |  |
|                                    |                                    |                                    |                                    | Рауль Оскар Валленберг (1888—1912) | Рауль Оскар Валленберг (1888—1912) | Рауль Оскар Валленберг (1888—1912) | Рауль Оскар Валленберг (1888—1912) | Рауль Оскар Валленберг (1888—1912) | Рауль Оскар Валленберг (1888—1912) |                                    |                                    | Якоб Валленберг (1892—1980)        | Якоб Валленберг (1892—1980)        | Якоб Валленберг (1892—1980)        | Якоб Валленберг (1892—1980)        | Якоб Валленберг (1892—1980)             | Якоб Валленберг (1892—1980)             |                                         |                                         | Маркус Валленберг (младший) (1899—1982) | Маркус Валленберг (младший) (1899—1982) | Маркус Валленберг (младший) (1899—1982) | Маркус Валленберг (младший) (1899—1982) | Маркус Валленберг (младший) (1899—1982) | Маркус Валленберг (младший) (1899—1982) |  |  | Кэрол Валленберг (1904—1985)           | Кэрол Валленберг (1904—1985)           | Кэрол Валленберг (1904—1985)           | Кэрол Валленберг (1904—1985)           | Кэрол Валленберг (1904—1985)           | Кэрол Валленберг (1904—1985)           |  |  | Густаф Валли (1905—1966)               | Густаф Валли (1905—1966)               | Густаф Валли (1905—1966)               | Густаф Валли (1905—1966)               | Густаф Валли (1905—1966)               | Густаф Валли (1905—1966)               |  |  | Генри Валленберг (1908—1993)  | Генри Валленберг (1908—1993)  | Генри Валленберг (1908—1993)  | Генри Валленберг (1908—1993)  | Генри Валленберг (1908—1993)  | Генри Валленберг (1908—1993)  |  |  |  |  |  |  |  |  |  |  |  |  |  |  |  |  |  |  |  |  |  |  |  |  |  |  |  |  |  |  |  |  |  |  |
|                                    |                                    |                                    |                                    | Рауль Оскар Валленберг (1888—1912) | Рауль Оскар Валленберг (1888—1912) | Рауль Оскар Валленберг (1888—1912) | Рауль Оскар Валленберг (1888—1912) | Рауль Оскар Валленберг (1888—1912) | Рауль Оскар Валленберг (1888—1912) |                                    |                                    | Якоб Валленберг (1892—1980)        | Якоб Валленберг (1892—1980)        | Якоб Валленберг (1892—1980)        | Якоб Валленберг (1892—1980)        | Якоб Валленберг (1892—1980)             | Якоб Валленберг (1892—1980)             |                                         |                                         | Маркус Валленберг (младший) (1899—1982) | Маркус Валленберг (младший) (1899—1982) | Маркус Валленберг (младший) (1899—1982) | Маркус Валленберг (младший) (1899—1982) | Маркус Валленберг (младший) (1899—1982) | Маркус Валленберг (младший) (1899—1982) |  |  | Кэрол Валленберг (1904—1985)           | Кэрол Валленберг (1904—1985)           | Кэрол Валленберг (1904—1985)           | Кэрол Валленберг (1904—1985)           | Кэрол Валленберг (1904—1985)           | Кэрол Валленберг (1904—1985)           |  |  | Густаф Валли (1905—1966)               | Густаф Валли (1905—1966)               | Густаф Валли (1905—1966)               | Густаф Валли (1905—1966)               | Густаф Валли (1905—1966)               | Густаф Валли (1905—1966)               |  |  | Генри Валленберг (1908—1993)  | Генри Валленберг (1908—1993)  | Генри Валленберг (1908—1993)  | Генри Валленберг (1908—1993)  | Генри Валленберг (1908—1993)  | Генри Валленберг (1908—1993)  |  |  |  |  |  |  |  |  |  |  |  |  |  |  |  |  |  |  |  |  |  |  |  |  |  |  |  |  |  |  |  |  |  |  |
|                                    |                                    |                                    |                                    |                                    |                                    |                                    |                                    |                                    |                                    |                                    |                                    |                                    |                                    |                                    |                                    |                                         |                                         |                                         |                                         |                                         |                                         |                                         |                                         |                                         |                                         |  |  |                                        |                                        |                                        |                                        |                                        |                                        |  |  |                                        |                                        |                                        |                                        |                                        |                                        |  |  |                               |                               |                               |                               |                               |                               |  |  |  |  |  |  |  |  |  |  |  |  |  |  |  |  |  |  |  |  |  |  |  |  |  |  |  |  |  |  |  |  |  |  |
|                                    |                                    |                                    |                                    | Рауль Валленберг (1912 — ок. 1947) | Рауль Валленберг (1912 — ок. 1947) | Рауль Валленберг (1912 — ок. 1947) | Рауль Валленберг (1912 — ок. 1947) | Рауль Валленберг (1912 — ок. 1947) | Рауль Валленберг (1912 — ок. 1947) |                                    |                                    | Питер Сегер Валленберг (род. 1935) | Питер Сегер Валленберг (род. 1935) | Питер Сегер Валленберг (род. 1935) | Питер Сегер Валленберг (род. 1935) | Питер Сегер Валленберг (род. 1935)      | Питер Сегер Валленберг (род. 1935)      |                                         |                                         | Марк Валленберг (1924—1971)             | Марк Валленберг (1924—1971)             | Марк Валленберг (1924—1971)             | Марк Валленберг (1924—1971)             | Марк Валленберг (1924—1971)             | Марк Валленберг (1924—1971)             |  |  | Питер Валленберг (старший) (1926—2015) | Питер Валленберг (старший) (1926—2015) | Питер Валленберг (старший) (1926—2015) | Питер Валленберг (старший) (1926—2015) | Питер Валленберг (старший) (1926—2015) | Питер Валленберг (старший) (1926—2015) |  |  |                                        |                                        |                                        |                                        |                                        |                                        |  |  |                               |                               |                               |                               |                               |                               |  |  |  |  |  |  |  |  |  |  |  |  |  |  |  |  |  |  |  |  |  |  |  |  |  |  |  |  |  |  |  |  |  |  |
|                                    |                                    |                                    |                                    | Рауль Валленберг (1912 — ок. 1947) | Рауль Валленберг (1912 — ок. 1947) | Рауль Валленберг (1912 — ок. 1947) | Рауль Валленберг (1912 — ок. 1947) | Рауль Валленберг (1912 — ок. 1947) | Рауль Валленберг (1912 — ок. 1947) |                                    |                                    | Питер Сегер Валленберг (род. 1935) | Питер Сегер Валленберг (род. 1935) | Питер Сегер Валленберг (род. 1935) | Питер Сегер Валленберг (род. 1935) | Питер Сегер Валленберг (род. 1935)      | Питер Сегер Валленберг (род. 1935)      |                                         |                                         | Марк Валленберг (1924—1971)             | Марк Валленберг (1924—1971)             | Марк Валленберг (1924—1971)             | Марк Валленберг (1924—1971)             | Марк Валленберг (1924—1971)             | Марк Валленберг (1924—1971)             |  |  | Питер Валленберг (старший) (1926—2015) | Питер Валленберг (старший) (1926—2015) | Питер Валленберг (старший) (1926—2015) | Питер Валленберг (старший) (1926—2015) | Питер Валленберг (старший) (1926—2015) | Питер Валленберг (старший) (1926—2015) |  |  |                                        |                                        |                                        |                                        |                                        |                                        |  |  |                               |                               |                               |                               |                               |                               |  |  |  |  |  |  |  |  |  |  |  |  |  |  |  |  |  |  |  |  |  |  |  |  |  |  |  |  |  |  |  |  |  |  |
|                                    |                                    |                                    |                                    |                                    |                                    |                                    |                                    |                                    |                                    |                                    |                                    |                                    |                                    |                                    |                                    |                                         |                                         |                                         |                                         |                                         |                                         |                                         |                                         |                                         |                                         |  |  |                                        |                                        |                                        |                                        |                                        |                                        |  |  |                                        |                                        |                                        |                                        |                                        |                                        |  |  |                               |                               |                               |                               |                               |                               |  |  |  |  |  |  |  |  |  |  |  |  |  |  |  |  |  |  |  |  |  |  |  |  |  |  |  |  |  |  |  |  |  |  |
|                                    |                                    |                                    |                                    |                                    |                                    |                                    |                                    |                                    |                                    |                                    |                                    | Маркус Валленберг (род. 1956)      | Маркус Валленберг (род. 1956)      | Маркус Валленберг (род. 1956)      | Маркус Валленберг (род. 1956)      | Маркус Валленберг (род. 1956)           | Маркус Валленберг (род. 1956)           |                                         |                                         | Аксель Валленберг (1958—2011)           | Аксель Валленберг (1958—2011)           | Аксель Валленберг (1958—2011)           | Аксель Валленберг (1958—2011)           | Аксель Валленберг (1958—2011)           | Аксель Валленберг (1958—2011)           |  |  | Якоб Валленберг (род. 1956)            | Якоб Валленберг (род. 1956)            | Якоб Валленберг (род. 1956)            | Якоб Валленберг (род. 1956)            | Якоб Валленберг (род. 1956)            | Якоб Валленберг (род. 1956)            |  |  | Питер Валленберг (младший) (род. 1959) | Питер Валленберг (младший) (род. 1959) | Питер Валленберг (младший) (род. 1959) | Питер Валленберг (младший) (род. 1959) | Питер Валленберг (младший) (род. 1959) | Питер Валленберг (младший) (род. 1959) |  |  |                               |                               |                               |                               |                               |                               |  |  |  |  |  |  |  |  |  |  |  |  |  |  |  |  |  |  |  |  |  |  |  |  |  |  |  |  |  |  |  |  |  |  |